# Daniel Girardi
Daniel „Dan“ Girardi (* 29. April 1984 in Welland, Ontario) ist ein ehemaliger italo-kanadischer Eishockeyspieler und derzeitiger -trainer. Der Verteidiger bestritt zwischen 2007 und 2019 insgesamt über 1000 Partien für die New York Rangers und Tampa Bay Lightning in der National Hockey League. Seit März 2021 ist er im Trainerstab der Buffalo Sabres tätig.

## Karriere
Girardi begann seine Karriere in der Ontario Hockey League bei den Barrie Colts, Guelph Storm und den London Knights. Mit Guelph und London konnte er in den Jahren 2004 und 2005 jeweils die Meisterschaft der OHL gewinnen. Zudem siegte er in seinem letzten Juniorenjahr mit den Knights im traditionsreichen Memorial Cup.
Nach seiner Juniorenzeit wechselte der Verteidiger ungedraftet zu den Charlotte Checkers in die ECHL. Nach nur sieben Spielen nahm ihn das Hartford Wolf Pack, das American-Hockey-League-Farmteam der New York Rangers, unter Vertrag. Durch eine sehr gute Saison in Hartford, in der er ins All-Rookie Team berufen wurde, erhielt er einen Vertrag bei den Rangers. Seit Mitte der Saison 2006/07 war er ein fester Bestandteil des New Yorker Kaders.
Im Juni 2017 gaben die Rangers bekannt, ihm seine drei verbleibenden Vertragsjahre auszubezahlen (buy-out), sodass er ab dem 1. Juli 2017 als Free Agent galt und daraufhin einen Vertrag bei den Tampa Bay Lightning unterzeichnete. Dort war Girardi weitere zwei Jahre aktiv, ehe er seine aktive Karriere nach insgesamt mehr als 1000 NHL-Partien im September 2019 beendete.
Zur Saison 2020/21 wurde Girardi von den Buffalo Sabres verpflichtet, wo er als Development Coach  zum Trainerstab gehörte. Bereits im März 2021 allerdings übernahm er nach den Entlassungen von Ralph Krueger und Steve Smith die Position des Assistenztrainers, allerdings vorerst interimsweise. Zur Saison 2021/22 wurde er dann fest als Development Coach angestellt.

## Erfolge und Auszeichnungen
| - 2004 J.-Ross-Robertson-Cup-Gewinn mit den Guelph Storm - 2005 J.-Ross-Robertson-Cup-Gewinn mit den London Knights - 2005 Memorial-Cup-Gewinn mit den London Knights - 2006 AHL All-Rookie Team | - 2007 Teilnahme am AHL All-Star Classic - 2008 Victoria-Cup-Gewinn mit den New York Rangers - 2012 Teilnahme am NHL All-Star Game |

## Karrierestatistik

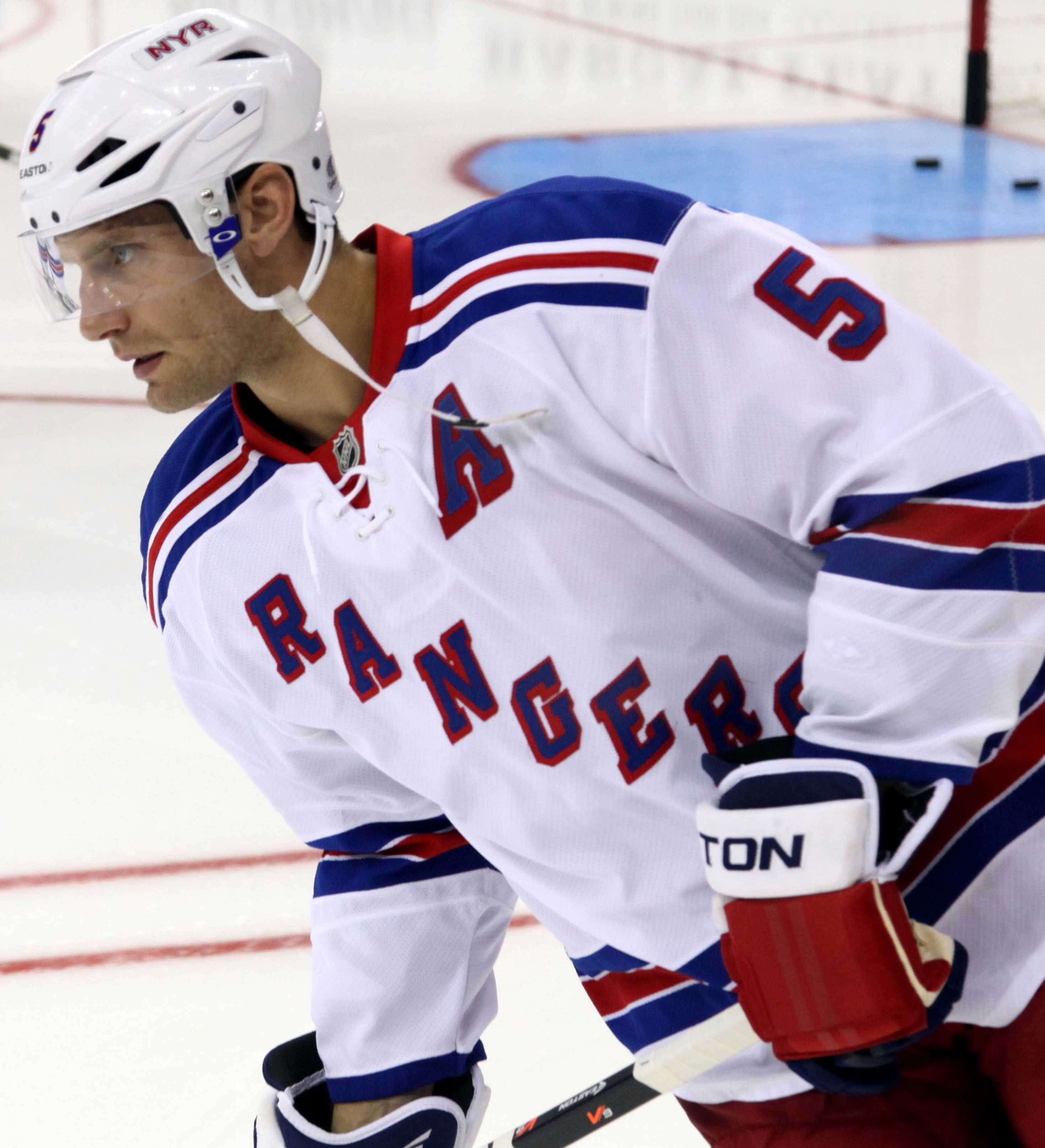
Girardi im Trikot der New York Rangers (2014)

(Legende zur Spielerstatistik: Sp oder GP = absolvierte Spiele; T oder G = erzielte Tore; V oder A = erzielte Assists; Pkt oder Pts = erzielte Scorerpunkte; SM oder PIM = erhaltene Strafminuten; +/− = Plus/Minus-Bilanz; PP = erzielte Überzahltore; SH = erzielte Unterzahltore; GW = erzielte Siegtore; 1 Play-downs/Relegation; Kursiv: Statistik nicht vollständig)